# Snelle jongen dunne jasje
Snelle jongen dunne jasje is een lied van de Nederlandse rapper Henkie T in samenwerking met rapper JoeyAK. Het werd in 2019 als single uitgebracht en stond in hetzelfde jaar als zesde track op het album Visionair van Henkie T. 

## Achtergrond
Snelle jongen dunne jasje is geschreven door Henk Mando en Joel Hoop en geproduceerd door Diquenza. Het is een nummer uit het genre nederhop. Het is een lied waarin de artiesten zingen over hun ze hun geld aan kleding en andere dingen besteden. Op de B-kant van de single is een instrumentale versie van het nummer te vinden. Snelle jongen dunne jasje werd bij radiozender FunX uitgeroepen tot DiXte track van de week. De single heeft in Nederland de platina status.
Het is de eerste keer dat de twee artiesten een hitsingle samen hebben. De samenwerking werd na Snelle jongen dunne jasje herhaald op Zoveel tegenslagen en Ghetto baby.

## Hitnoteringen
De artiesten hadden succes met het lied in de hitlijsten van Nederland. Het piekte op de negende plaats van de Single Top 100 en stond veertien weken in deze hitlijst. De Top 40 werd niet bereikt; het lied bleef steken op de derde plaats van de Tipparade. 